# Markus Weinberg
Markus Weinberg (Dresden, 4 d'octubre de 1983) va ser un ciclista alemany, professional del 2006 al 2007.

## Palmarès
- 2007
  - Vencedor de 2 etapes del Tour de la Pharmacie Centrale
  - Vencedor de 2 etapes del Way to Pekin
- 2013
  - Vencedor d'una etapa al Tour de Faso